# Колесвил (Мериленд)
Колесвил (енгл. Colesville) насељено је место без административног статуса у америчкој савезној држави Мериленд.

## Демографија
По попису из 2010. године број становника је 14.647, што је 5.163 (-26,1%) становника мање него 2000. године.
| Група             | 2000.          | 2010.         |
| Белци             | 10.414 (52,6%) | 5.598 (38,2%) |
| Афроамериканци    | 4.408 (22,3%)  | 4.152 (28,3%) |
| Азијати           | 3.551 (17,9%)  | 2.357 (16,1%) |
| Хиспаноамериканци | 948 (4,8%)     | 2.176 (14,9%) |
| Укупно            | 19.810         | 14.647        |